# Baar (Rajna-vidék-Pfalz)
Baar település Németországban, Rajna-vidék-Pfalz tartományban. Lakosainak száma 720 fő (2023. december 31.).

## Népesség
A település népességének változása:
| Lakosok száma | 536  | 806  | 765  | 717  | 730  | 729  | 719  | 720  |
|               | 1975 | 2010 | 2014 | 2017 | 2019 | 2021 | 2022 | 2023 |